# 乾水

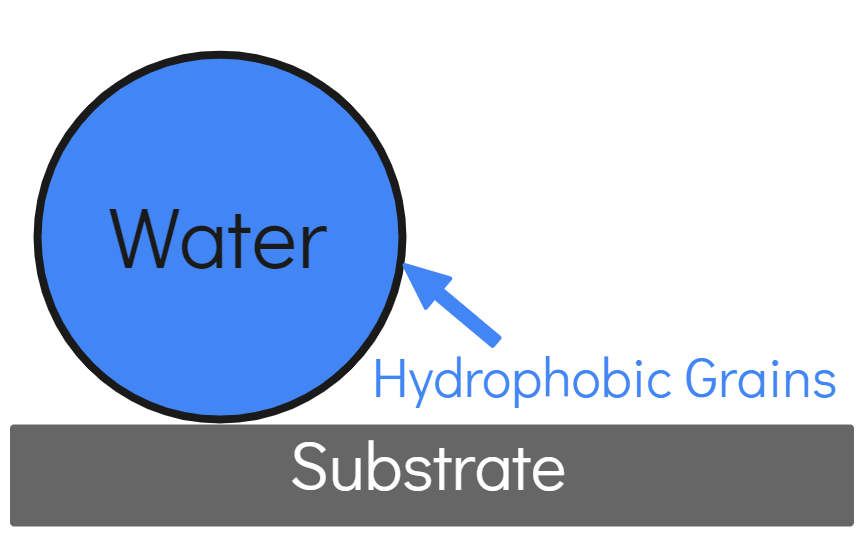
疏水粒子會包圍住水分子，使得水分子不會直接接觸基底表面。

乾水（英語：Dry water，研究通稱：Empty water）是一種水分子被二氧化矽粉末包覆的氣水混合乳化液，屬於不常見的「粉狀液體」，為液體彈珠的一種類型。乾水實際上有95％是液態水組成的（即100克的乾水內有95克是液態水），但由於二氧化矽塗層會防止水滴結合轉變成散裝液體的緣故，所以看起來像是乾燥的粉狀物。外觀是像食鹽的白色粉末。

## 發現
1968年，乾水首次由德國化學品製造商贏創德固賽獲得專利，之後立即被許多化妝品公司奪取相關技術，因為乾水在化妝品領域具有潛在應用。
2006年，乾水被重新發現於英國赫爾大學，並自此被發掘在更多領域有用途。此後，乾水由利物浦大學的研究團隊擴大了其潛在應用範圍。

## 製造
由於乾水本身並不是化合物，所以製造方法不會很複雜。僅須使用具有攪拌棒和攪拌葉片的馬達並以每分鐘19,000轉（RPM）的轉速持續旋轉90秒，將具疏水性的二氧化矽奈米粉末和水混合在一起，使二氧化矽完全包覆水分子，產生的混合物即為乾水。

## 應用
由於乾水含有獨特的性質而被歸類為吸附材質。在需要乳化液的場合，乾水具有許多潛在的用途。

### 安全
當某些氣體與乾水混合後，會和包圍它們於籠形水合物內的水分子結合。此可能降低意外爆炸風險，令爆炸性氣體能更容易運輸。乾水還可用於運輸及儲存其他危險物品。乾水也可以用作運輸揮發性化合物的媒介，因為儲存在乾水中的物質可以降低化合物成粉的機率並能穩定該物質，這不僅降低了物質的揮發性，也降低了運輸的重量。

### 環境
科學家認為乾水在未來將有助於應對全球暖化，目前正考慮將乾水用作碳儲存劑以收集並封存大氣中的溫室氣體，因為乾水被發現可以在近乎一樣的時間內比普通水和細砂儲存多三倍的二氧化碳。

### 能量
還有理論認為，乾水在汽車燃料電池中的結構有潛在用途，因為乾水能夠儲存並使大量揮發性氣體和化合物穩定而不會永久約束它們。最近的研究也發現乾水可作為催化劑以及有助於汽車進行跳線跨接起動。

### 過敏
儘管2001年發現了液體彈珠，但乾水早已被廣泛使用，應用範圍甚至擴及乳霜及化妝品等。由於許多與皮膚接觸的用品並不完全適合每個人使用，有些人使用過後可能會產生過敏、乾燥等現象，因此許多公司開始使用乾水作為替代方案。利用乾水的性質，可使乳霜接觸到皮膚時釋放出水分，並能將乳霜均勻塗抹在皮膚上，因為乾水不須使用液態油保住水分，所以非常適合使用於敏感和易乾燥的肌膚。

## 液體彈珠
液體彈珠（英語：Liquid marbles）是一種因粉末包覆住液體而形成的傳輸物質形式，2001年由法國科學家和發現。許多使用於皮膚上的用品（如爽身粉、化妝品），都需要與皮膚「間接接觸」，而此類產品絕大多數會使用「液體彈珠」的形式製造。

### 發現
和發現將疏水性的粉末倒在水裡，水會被粉末覆蓋而完全乾燥，因而得知「液體彈珠會包圍液體不受外界影響，因此可以沿著表面滾動來輸送液體」，但由於粉末的數量有限無法完全包覆液體。在澳大利亞科學家進行一次實驗製造膠囊時，她發現疏水力較弱的粉末（如水楊酸等藥物），也可以有效地包覆液體，因此解決了問題。

### 應用
液體彈珠塗上指示劑後可以檢測氨氣或鹽酸氣體，也可作為試紙以檢測溶劑、溶液或水是否被污染。檢測方法只須將塗有含氟聚合物的液體彈珠顆粒丟入欲檢測之水池裡。如果污染物滲入顆粒並使之裂開的話就代表該水池已經被汙染；反之，則代表該水池未被汙染。

## 參照
- 籠形水合物
- 二氧化矽
- 全球暖化
- 燃料電池
- 乳化液
- 揮發性有機物

## 外部連結
- . ABC Science. 2008-09-18  [2019-01-22]. （原始内容存档于2020-11-09） （英语）. （页面存档备份，存于）
- . 利物浦大學.   [2019-04-12]. （原始内容存档于2014-05-19） （英语）. （页面存档备份，存于）